# Cultura di Coles Creek

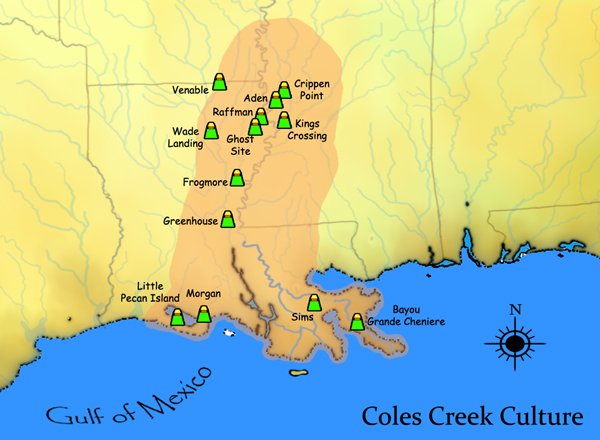
Area di sviluppo della cultura di Coles Creek e principali siti

La cultura di Coles Creek è una cultura sviluppatasi nel Nord America nel periodo Tardo Woodland,  all'incirca fra il 700 ed il 1200 d.C. L'area interessata è quella della bassa valle del Mississippi, dalla confluenza con l'Arkansas al Golfo del Messico. La cultura di Coles Creek costituisce un anello di congiunzione fra la cultura woodland di Troyville e la cultura mississippiana di Plaquemine. Gli elementi distintivi di questa cultura sono lo stile delle ceramiche prodotte e la costruzione di tumuli con la sommità spianata attorno ad una piazza aperta. La maggior parte dei siti scoperti si trovano lungo il bacino dello Yazoo, Tensas, Boeuf, Ouachita e Red River nei territori degli attuali Stati dell'Arkansas sud-orientale, Louisiana nord-occidentale e Mississippi centro-orientale, lungo l'Atchafalaya e sulla parte orientale del delta del Mississippi.